# Cazzago San Martino

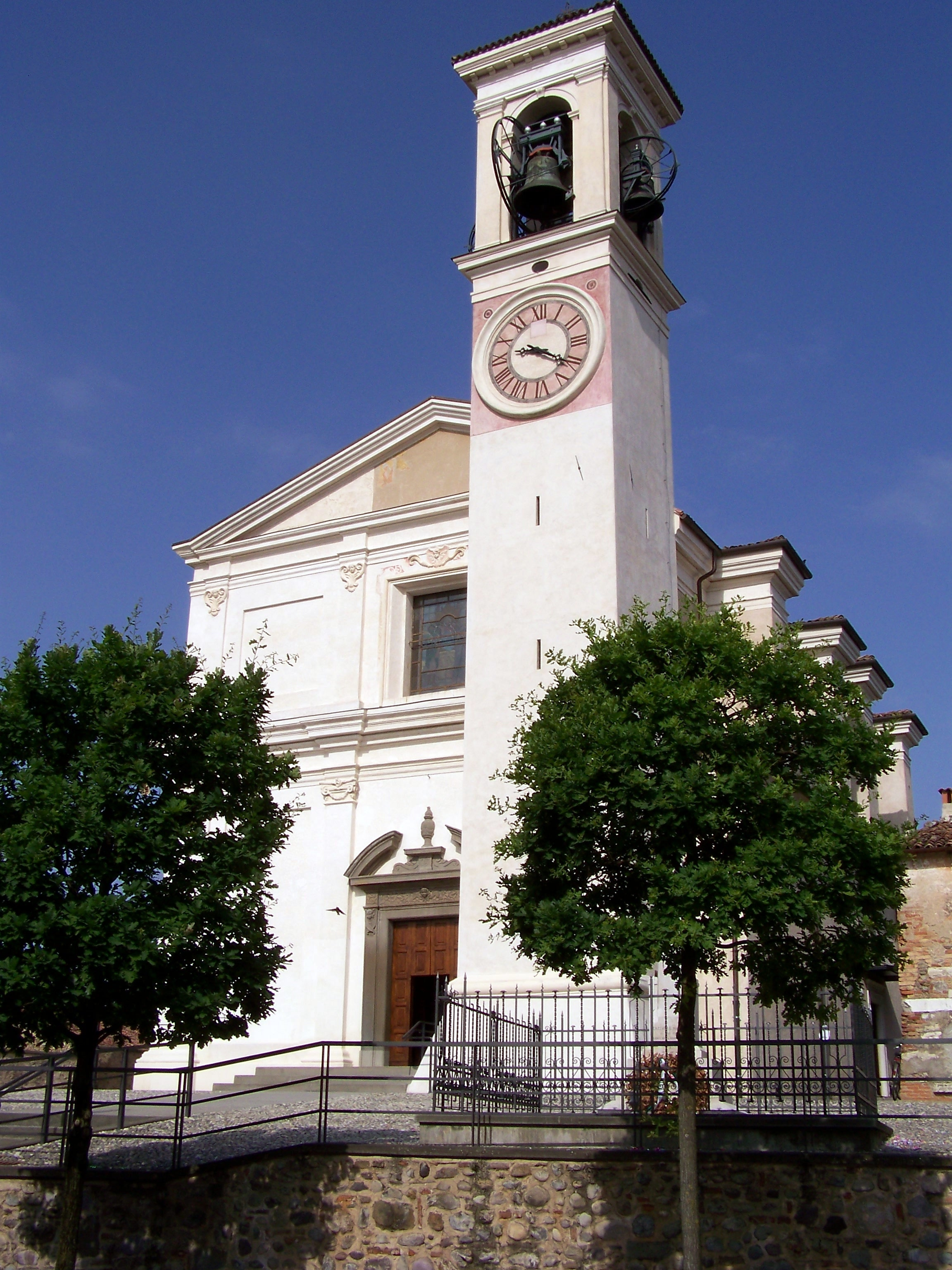
Kirche zu Mariä Geburt

Cazzago San Martino (bis 1863 einfach Cazzago) ist eine norditalienische Gemeinde (comune) mit 10.796 Einwohnern (Stand 31. Dezember 2023) in der Provinz Brescia in der Lombardei. Die Gemeinde liegt etwa 16 Kilometer westnordwestlich von Brescia. Etwa 8 Kilometer nördlich liegt der Iseosee.

## Geschichte
Für das Jahr 1050 ist eine Befestigungsanlage nachgewiesen, die im Herrschaftsbereich des Bischofs von Brescia lag. 1312 war dieses im Zuge der Auseinandersetzungen unter Beteiligung der Guelfen und Ghibellini neu errichtet worden. Ab 1385 war die Gemeinde bzw. das heutige Gemeindegebiet Teil der Republik Venedig. Im Zuge der Neuorganisation der Gemeinden wurden die heutigen Ortsteile 1927 durch das faschistische Regime zur Gemeinde Cazzago San Martino zusammengefasst.

## Wirtschaft und Verkehr
Cazzago San Martino liegt in dem Weinanbaugebiet Franciacorta. In einigen Ortsteilen wird der unter Herkunftsbezeichnung geschützte Wein angebaut. Daneben existieren zahlreiche Kulturen mit Mais. Südlich der Gemeinde verläuft die Autostrada A4 von Turin nach Venedig und Triest.
Der Hauptort hat einen Eisenbahnanschluss an der Bahnstrecke Rovato–Bornato, die von Regionalzügen bedient wird. Neben den Ortsteilen Bornato und Calino liegt der Bahnhof Bornato-Calino, wo die aus Rovato kommende Strecke in der Bahnstrecke Brescia–Iseo–Edolo mündet.

## Persönlichkeiten
- Lodovico Calini (1696–1782), Bischof von Crema und Kardinal
- Domenico Perani (* 1956), Radrennfahrer